# سونگ می لینگ
سونگ می لینگ (宋美齡؛ زاده ۵ مارس ۱۸۹۷ – درگذشته ۲۳ اکتبر ۲۰۰۳) یک سیاستمدار اهل چین بود.

## زندگی‌نامه
سونگ می لینگ به دلیل تحصیل در معتبرترین مدارس و دانشگاه‌های آمریکا از دوستان با نفوذی در این کشور برخوردار بود و هنگام حمله ژاپن به چین توانست به کمک دوستانش واشینگتن را قانع کند که به چین کمک نماید.
سونگ می لینگ در سال ۱۹۲۶ میلادی یک سال پس از این که ژنرال چیانگ کای چک به رهبری کومینگ تانگ برگزیده شد، با وی ازدواج کرد.
پس از مرگ چیانگ کای چک در سال ۱۹۷۵ میلادی، سونگ ملی لینگ به آمریکا رفت و در این کشور سکونت گزید وی علاوه بر کهولت، از بیماری سرطان رنج می‌برد.
روز پنجشنبه ۲۳ اکتبر ۲۰۰۳ در سن ۱۰۶ سالگی در شهر نیویورک درگذشت.

## نگارخانه

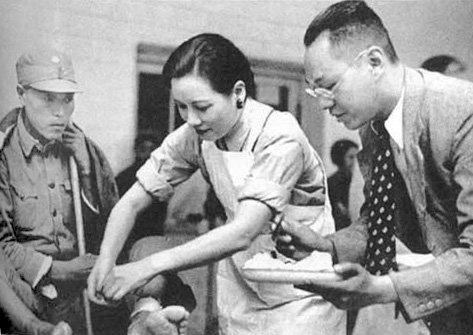
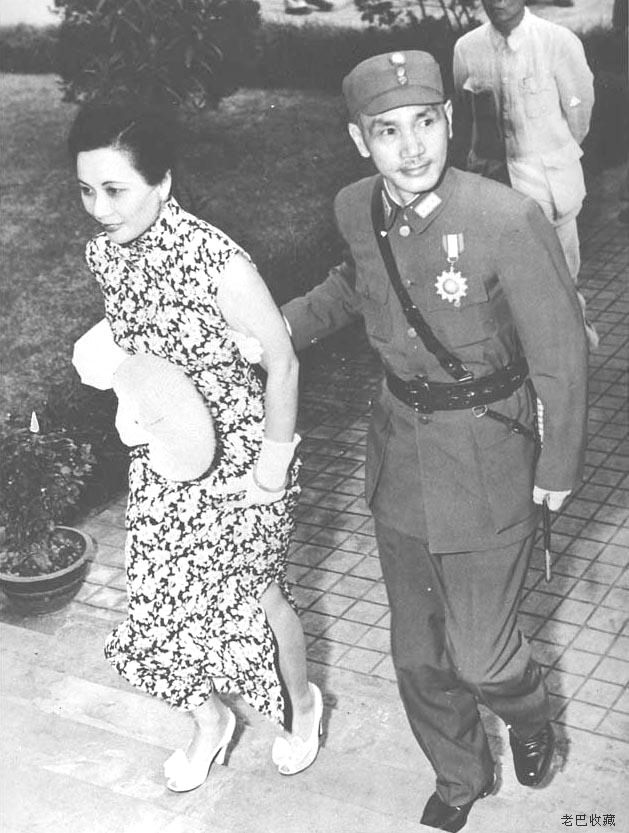
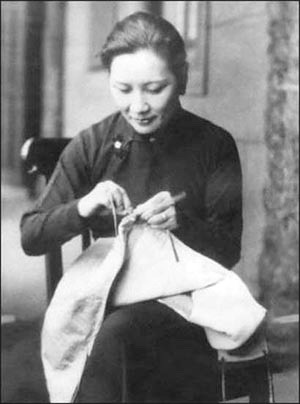
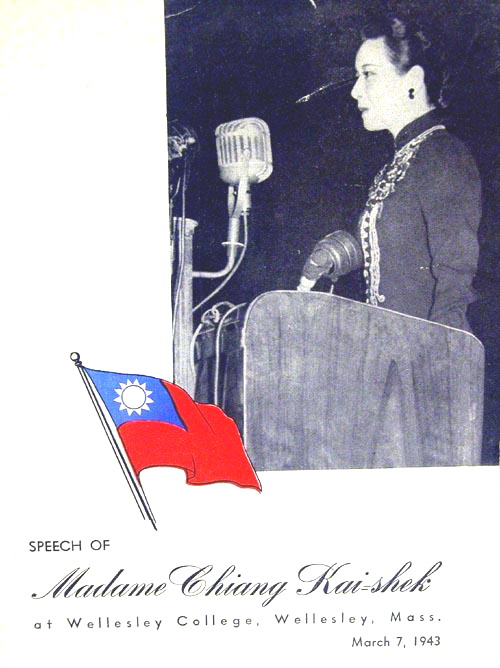
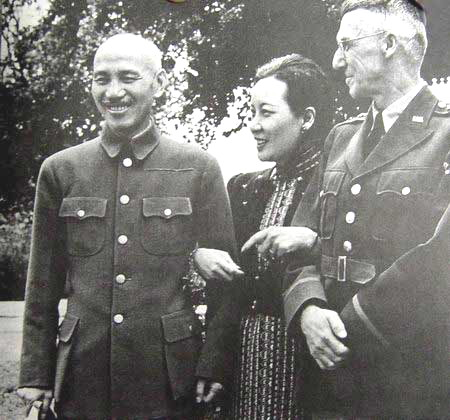
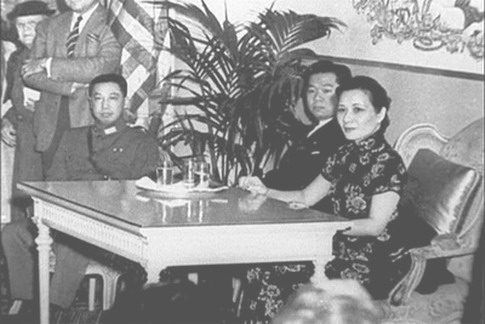
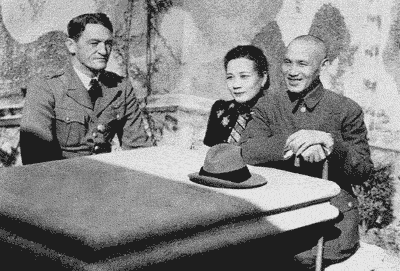